# Bernhard Gajek
Bernhard Gajek (* 19. März 1929 in Offenburg) ist ein deutscher Literaturwissenschaftler.

## Leben
Bernhard Gajek wurde als Sohn des Kaufmanns Kurt Gajek und dessen Frau Franziska, geb. Spinner, in Offenburg in Baden geboren. Nach dem Abitur am humanistischen Gymnasium in Offenburg 1948 studierte er seit dem Sommersemester 1949 Germanistik, Philosophie und Phonetik an der Albert-Ludwigs-Universität Freiburg bei Walther Rehm, Friedrich Maurer, Walter Kuhlmann und Max Müller. 1950 wechselte Gajek an die Ludwig-Maximilians-Universität München, wo er sein Studium um die Fächer Nordische Philologie und Vergleichende Sprachwissenschaft ergänzte. Seine wichtigsten Lehrer in München waren Otto Basler, Eduard Hartl, Friedrich-Wilhelm Wentzlaff-Eggebert, Otto Höfler, Ferdinand Sommer, Jørgen Forchhammer und Fritz Geratewohl. Im Sommer 1952 forschte er am Phonetischen Laboratorium der Universität Hamburg bei Otto von Essen und kehrte im Winter 1952 nach Freiburg zurück, wo er von 1953 bis 1955 als Wissenschaftliche Hilfskraft am Institut für Sprechkunde tätig war. Im Juli 1958 wurde Gajek in München bei Hermann Kunisch mit einer Arbeit über Johann Georg Hamann promoviert (Zweitgutachter war Otto Basler) und war anschließend von 1958 bis 1962 wissenschaftlicher Tutor an der Universität München. 
Von 1962 bis 1966 war Gajek Kustos am Freien Deutschen Hochstift und hat einen Lehrauftrag an der Goethe-Universität. Nach der Habilitation 1969 über Clemens Brentano an der Universität Heidelberg war er dort Universitätsdozent (1969–1971). Nach Lehrstuhlvertretungen in Frankfurt am Main und Heidelberg war er seit 1971 ordentlicher Professor für Deutsche Philologie (Neuere deutsche Literatur) an der Universität Regensburg. Er lehrte an Universitäten in Dänemark, Frankreich, Italien, Polen, Südafrika, der Tschechoslowakei, Ungarn, USA. Er war Organisator des Internationalen Hamann-Kolloquiums seit 1975. Er war Mitglied des Beirats zum Deutschen Fremdwörterbuch 1972–1983. 1976 gründete und leitete er das Literaturarchiv Sulzbach-Rosenberg (1976–1991: 2. Vorsitzender, 1991–1994 1. Vorsitzender). Am 1. April 1994 wurde er emeritiert. Seit 1999 ist er Mitglied der Polnischen Akademie der Wissenschaften zu Krakau.

## Schriften (Auswahl)
- Sprache beim jungen Hamann. (München, Univ., Diss., 1958).
- Homo poeta. Zur Kontinuität der Problematik bei Clemens Brentano. Athenäum Verlag, Frankfurt am Main 1971 (Zugl.: Heidelberg, Univ., Habil.-Schr., 1969).
- mit Eberhard Haufe: Johannes Bobrowski. Chronik, Einführung, Bibliographie. Frankfurt am Main 1977, ISBN 3-261-02257-4.
- als Herausgeber mit Erwin Wedel: Gebrauchsliteratur, Interferenz – Kontrastivität. Beiträge zur polnischen und deutschen Literatur- und Sprachwissenschaft. Materialien des Germanistisch-polonistischen Symposiums, Regensburg, 22.–27. Oktober 1979. Frankfurt am Main 1982, ISBN 3-8204-7089-1.
- Romantiker in Regensburg. Festvortrag zur 95. Jahresversammlung der Gesellschaft der Bibliophilen e.V. am 5. Juni 1994 in Regensburg. München 1994, OCLC 916886181.
- als Herausgeber: Johann Georg Hamann und England. Hamann und die englischsprachige Aufklärung. Acta des Siebten Internationalen Hamann-Kolloquiums zu Marburg/Lahn 1996 . Frankfurt am Main 1998, ISBN 3-631-33841-4.